# Centro de Voos Espaciais George C. Marshall

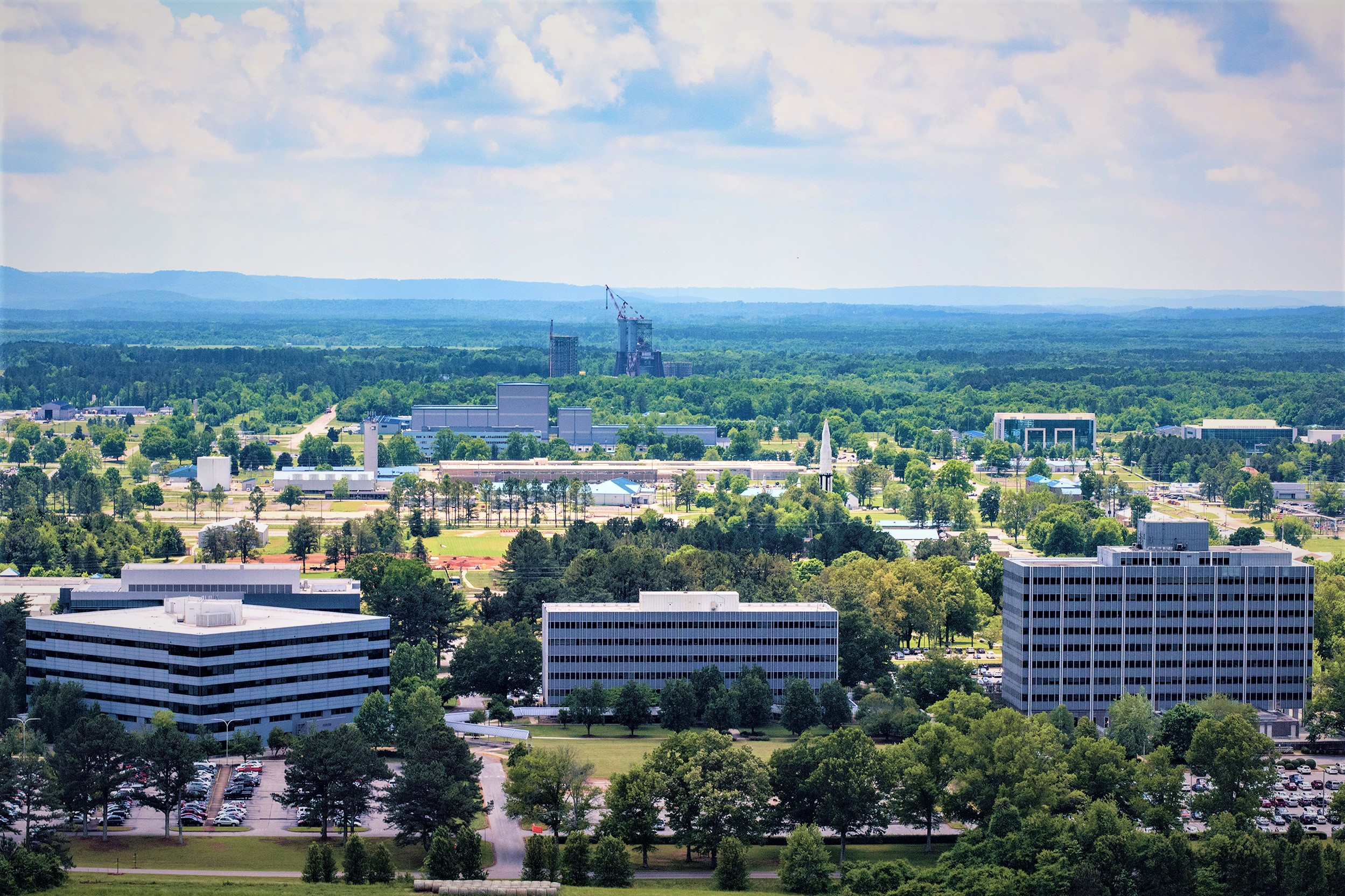
Visão aérea do complexo do Centro de Voos Espaciais Marshall, Huntsville, Alabama

O Centro de Voos Espaciais George C. Marshall é um centro de pesquisas civil do governo dos Estados Unidos especializado em foguetes e sistemas de propulsão de espaçonaves.  Foi originalmente a sede da NASA e hoje é o centro que controla: o sistema de propulsão dos Ônibus Espaciais e seus tanques externos; cargas e treinamentos relacionados com as tripulações; design e montagem da Estação Espacial Internacional; computadores, redes, e administração das informações. Localizado no arsenal Redstone, próximo de Huntsville, Alabama, o Centro foi nomeado em honra do General de Exército George Marshall.
O Centro também contém o Centro Huntsville de Suporte às Operações, um órgão que dá suporte no lançamento de Ônibus Espaciais, cargas e atividades com experimentos no Centro Espacial Kennedy, além de operações de lançamento e experimentos da EEI. O Centro também monitora lançamentos de foguetes da Estação da Força Aérea no Cabo Canaveral, quando a carga lançada é de responsabilidade do Centro Marshall.